# 김규하
김규하(1935년 2월 24일~2021년 5월 14일)는 대한민국의 유도 선수이다. 그는 검은띠 9단을 받은 최연소 유도 선수였다. 그는 사후에 10급 검은띠로 승격되었다. 한국의 무술인 태권도도 수련했고 검은띠 9단을 보유했다. 그는 죽기 전에 60년 이상 무술을 가르쳤었니. 그는 펜실베니아주 브렌트우드에 학교를 설립하고 피츠버그 대학교에서 가르쳤다. 2008년 6월, 그는 피츠버그 대학 메디컬 센터의 심장 이식에 성공한 최고령자가 되었다.